# Vanessa Parise
Vanessa Parise est une actrice, productrice, scénariste et réalisatrice américaine.

## Filmographie

### Comme actrice
- 2002 : Embrassez la mariée !

### Comme productrice
- 2002 : Embrassez la mariée !

### Comme scénariste
- 2002 : Embrassez la mariée !

### Comme réalisatrice

#### Cinéma
- 2002 : Embrassez la mariée !
- 2013 : Un Noël tous ensemble (Coming Home For Christmas)
- 2017 : Drink, Slay, Love

#### Télévision
- 2014 : Un fan inquiétant (Lighthouse)
- 2016 : Adolescence perdue (Perfect High)
- 2018 : Simone Biles : Les Sacrifices d'une championne (The Simone Biles Story: Courage to Soar)